# Видеман, Соня
Соня Видеман (нем. Sonja Wiedemann, 8 сентября 1977, Мюнхен, Германия) — немецкая саночница, выступающая за сборную Германии с 1999 года. Чемпионка мира и обладательница бронзовой награды мирового первенства, первое достижение получено в 1999 году в Кёнигзее, второе — в 2000 году в Санкт-Морице (оба раза в программе женских одиночных заездов). Зоня Видеман также является обладательницей бронзовой медали чемпионата Европы, выигранной вместе со смешанной сборной Германии в 2000 году в Винтерберге.
Лучший результат на Кубке мира показала в сезоне 2000—2001, поднявшись в общем зачёте до четвёртой позиции.
По совместительству служит солдатом в армии Германии, в свободное от санного спорта время любит заниматься лыжным туризмом и скалолазанием. Ныне живёт и тренируется в городе Мисбах.